# 高尔-彼得斯投影

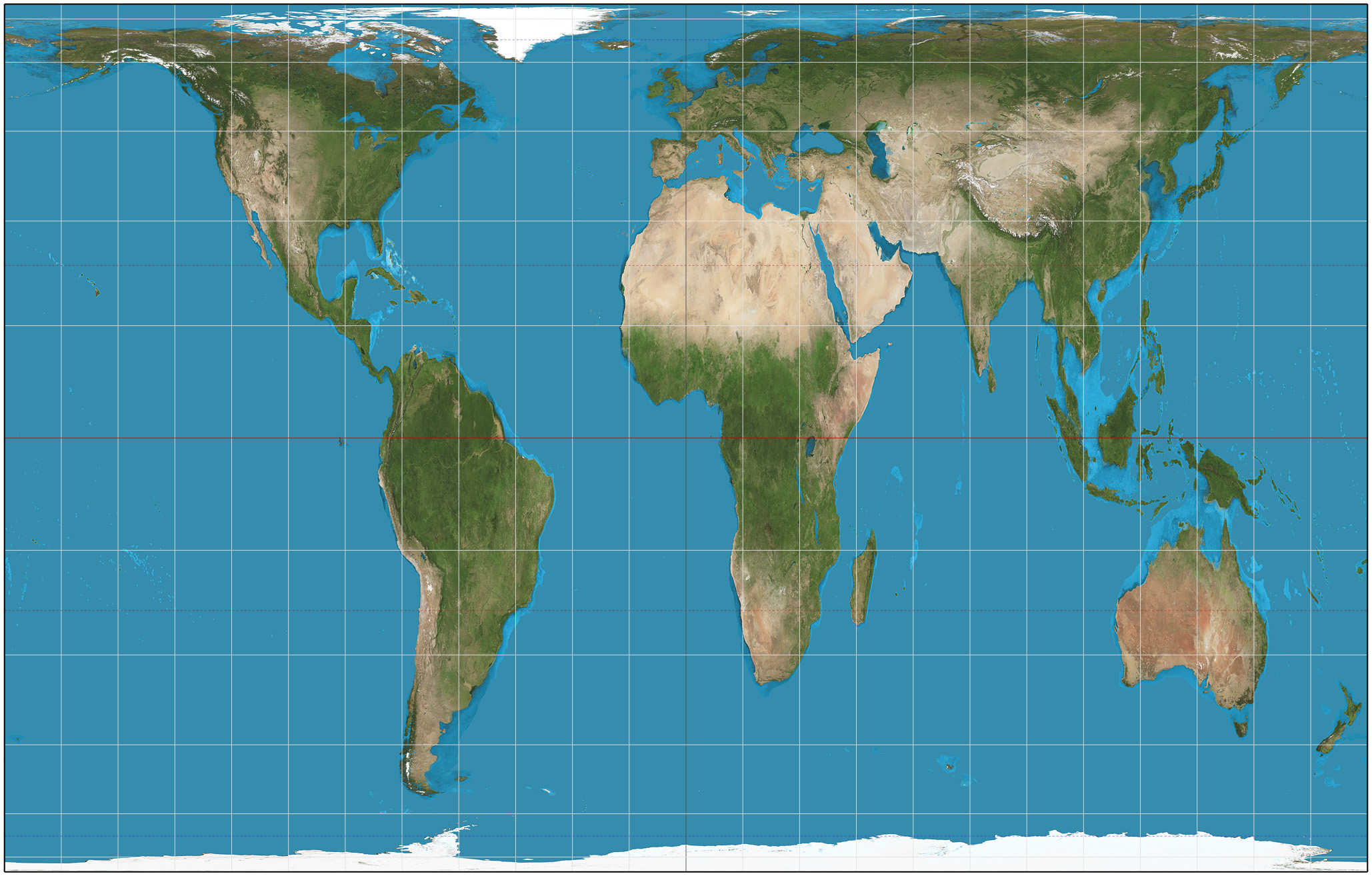
使用高尔-彼得斯投影的世界地图

高尔-彼得斯投影是一种被特别设计成面积相等的地图投影，属于圆柱等积投影，以詹姆斯·高尔和阿尔诺·彼得斯的名字命名。
高尔-彼得斯投影，作为20世纪末关于地图设计是否受到意识形态影响的争论焦点，遭到了猛烈抨击。现在仍能在一些地方看到使用这种投影的地图。

## 描述

### 变换方程
高尔-彼得斯投影的变换方程:
{\displaystyle {\begin{aligned}x&={\frac {R\pi \lambda \cos 45^{\circ }}{180^{\circ }}}={\frac {R\pi \lambda }{180^{\circ }{\sqrt {2}}}}\\y&={\frac {R\sin \varphi }{\cos 45^{\circ }}}=R{\sqrt {2}}\sin \varphi \end{aligned}}}
λ表示从子午线出发的经度，φ表示纬度，R是投影使用的理想地球半径。

## 起源和命名
高尔-彼得斯投影在1855年被牧师高尔·詹姆斯首次描述。在英国科学协会的格拉斯哥会议上，它连同其他两种地图投影一并被公布。高尔将之命名为“正确投影”（与正投影无关），并且在1885年于“苏格兰地理杂志”上正式发表。
“高尔-彼得斯投影”这个名称似乎是1986年亚瑟·H罗宾逊在美国制图协会的一本小册子中提出的。。在1973年以前，它总是被称为“高尔正确投影”。大多数彼得斯的支持者称之为“彼得斯投影”。争议期间，这两种用法都会被使用以表明制图者的立场。近年来“高尔-彼得斯投影”似乎已被广为接受。

## 彼得斯世界地图

彼得斯地图的左右边缘位于白令海峡,
因此整个俄罗斯都位于地图右侧
经过格林威治的大圆
经过白令海峡的大圆。它同时经过佛罗伦萨，参见佛罗伦萨子午线